# Постање 1, 4
Прва књига Мојсијева 1, 4 (скраћено: 1 Мој 1, 4) или Постање 1, 4 је четврти стих приповести о стварању света која се налази у Старом завету Светога писма (за хришћане) или у Тори Танаха (за Јевреје). Овај стих гласи „И виде Бог светлост да је добра; и растави Бог светлост од таме.” и представља одговор на Божју заповест у претходном стиху: „Нек буде светлост”. Стих наводи да је светлост добра, и да је Бог раставио светлост од таме.

## Тумачења
Позивање на доброту у овом стиху одражава чињеницу да хебрејска мисао није имала места за веровање да је материјални свет сам по себи зао. Раздвајање светлости и таме у овом стиху тумачено је и буквално и метафорички.

### Раздвајање светла и таме
Џералд Шредер, у својој књизи Наука о Богу: Сусрет научне и библијске мудрости, тврди да овај стих описује буквалне појаве у физичкој космологији, упоређујући га са инфлацијом (брзим ширењем свемира).
Тумач Пол Кислинг пише да први део стиха указује на то да је материјални свет добар, а не зао; неперсоналан, а не персоналан, и да други део одражава уређену природу физичког универзума.
Франц Делич и други сматрају да овај стих најављује смењивање светлости и таме, или чак стварање самог времена.

### Раздвајање метафоричке светлости
Августин Хипонски, у свом делу Град Божји, тумачи овај стих као опис раздвајања светих анђела и нечистих анђела, указујући на то да постојање сунца, месеца и звезда подразумева поделу између физичке светлости и таме, али и „... између оне светлости, која је свето друштво анђела духовно обасјано светлошћу истине, и оне супротне таме, која је смрадна поквареност духовног стања оних анђела који су се одвратили од светлости праведности — само је Бог могао да раздвоји.” Августин затим сугерише да израз „И виде Бог светлост да је добра” означава моралну доброту анђела.
Зохар садржи више тумачења овог стиха, укључујући и оно које каже да израз „И виде Бог светлост да је добра” значи да је „свет постао обасјан и прожет божанским животом који га чува ради заједничког добра и среће створених и живих бића.”
Раши даје агадашко тумачење овог стиха, указујући да је светлост сачувана за праведнике у Будућем свету.

### Књижевно тумачење
Књижевно тумачење види раздвајање светлости од таме као део књижевне структуре, паралелне каснијем раздвајању мора од неба и копна од мора.